# San Cayetano (Buenos Aires)

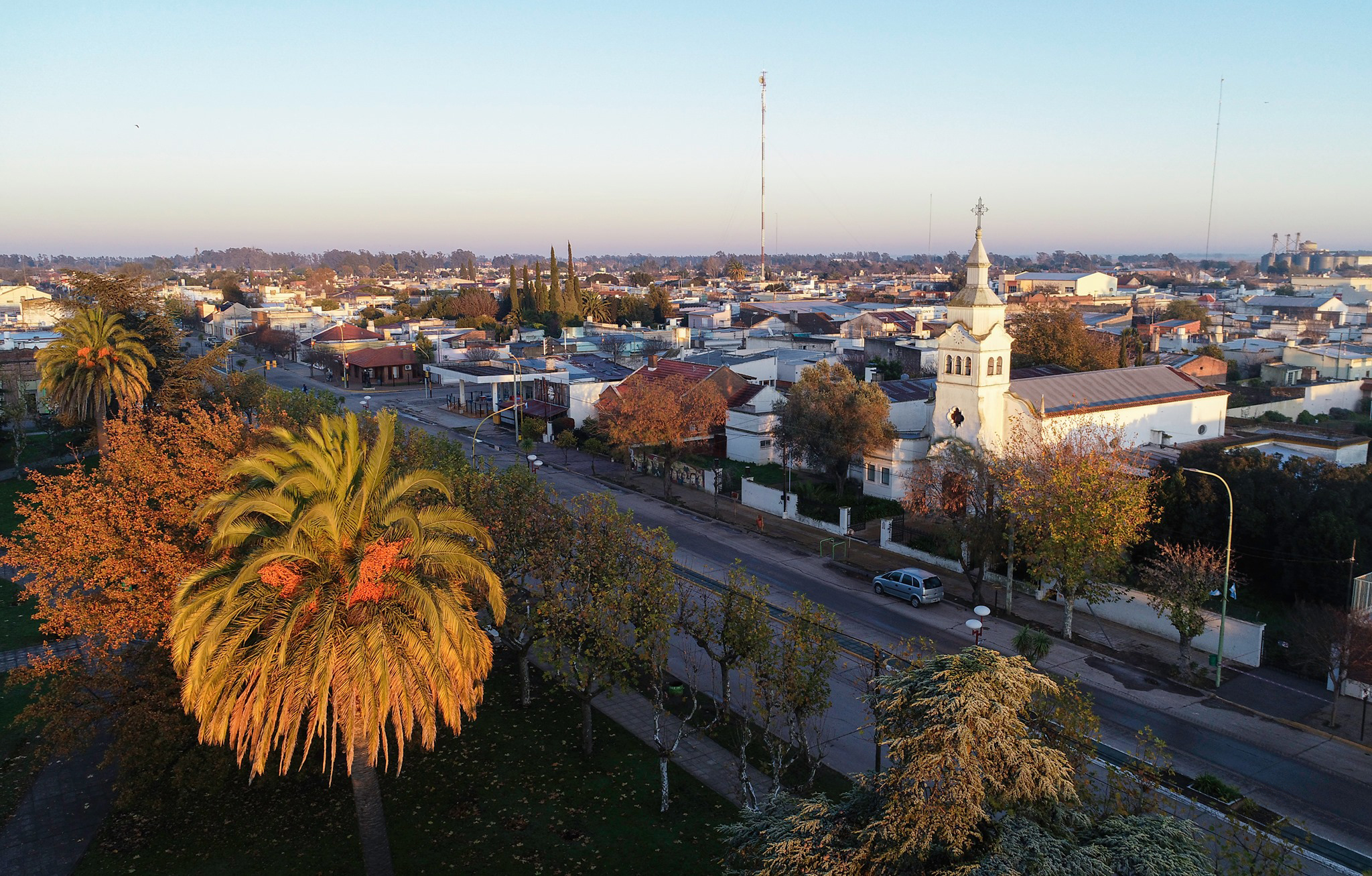
San Cayetano

San Cayetano is een plaats in het Argentijnse bestuurlijke gebied San Cayetano in de provincie Buenos Aires. De plaats telt 6.757 inwoners.

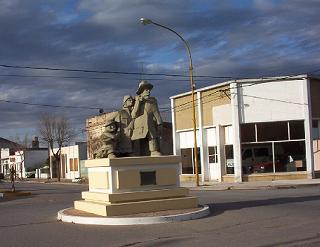
Monument voor de immigrant, San Cayetano

## Geboren
- Agustín Marchesín (16 maart 1988), voetballer